# اینک انسان (مارتینز و هیمنز)
اینک انسان (به لاتین: Ecce Homo) نقاشی دیواری است در کلیسای دهکدهٔ بورخای اسپانیا که در سال ۱۹۳۰ توسط الیاس گارسیا مارتینز خلق شد. در این نقاشی عیسی، کوتاه‌زمانی پیش از به صلیب کشیده‌شدن با تاجی از خار نشان داده شده‌است.
شهرت فعلی این نقاشی به ترمیم با حُسن نیت اما ناشیانهٔ آن در سال ۲۰۱۲ بازمی‌گردد که توسط یک هنرمند آماتور آموزش ندیدهٔ ۸۱ ساله به‌نام سیسیلیا هیمِنِز انجام شد. کاری که هیمِنِز روی نقاشی انجام داد آن را شبیه به یک میمون کرد و به همین دلیل پس از ترمیم از آن با نام اینک میمون یاد می‌شود.
مارتینز نقاش سرشناسی نبود و ارزش هنری «اینک انسان» هم پیش از ترمیم در حد یک کار هنرجویانه بود. خرابکاری سهوی که هیمنِز انجام داد موجب شد نقاشی فراموش شده یک شبه در سراسر جهان معروف شود. بازتاب خبری این ترمیم آن‌چنان بود که طی ساعات پس از انتشارش در صدر پرخواننده‌ترین اخبار سایت‌هایی هم‌چون بی‌بی‌سی، لوموند و دیلی تلگراف قرار گرفت.

نتیجهٔ تلاش هیمنِز برای ترمیم نقاشی در سال ۲۰۱۲